# پاندروی (مونتانا)
پاندروی (به انگلیسی: Pendroy) یک منطقهٔ مسکونی در ایالات متحده آمریکا است که در شهرستان تتون، مونتانا واقع شده‌است. پاندروی ۱٬۳۰۲٫۱۲ متر بالاتر از سطح دریا قرار دارد.